# Natascha Kampusch
Natascha Maria Kampusch (Vienna, 17 febbraio 1988) è una scrittrice austriaca.
È nota in quanto vittima di un rapimento avvenuto il 2 marzo 1998, quando aveva 10 anni, e protrattosi per otto anni; riuscì a liberarsi e a fuggire dal proprio rapitore, Wolfgang Přiklopil, il 23 agosto del 2006. La sua fuga dopo la prigionia ebbe un gran seguito mediatico, e in seguito la Kampusch rivelò le sue verità in un'intervista rilasciata alla ORF.

## Biografia

### Prima infanzia
Nacque in un contesto familiare complesso, dalla breve relazione extraconiugale tra la sarta Brigitta Kampusch e il fornaio Ludwig Koch. I suoi genitori ruppero il rapporto quando lei era piccolissima: Natascha fu quindi affidata alla madre, di cui assunse il cognome e che le diede due sorellastre.
La madre fu descritta come irascibile e violenta nei suoi confronti, arrivando spesso a picchiarla anche per futili motivi.

### Il rapimento
Il 2 marzo 1998, poco dopo le ore 7, Natascha Kampusch lasciò l'appartamento in cui abitava, in Rennbahnweg, nel distretto Donaustadt di Vienna, per andare a scuola; la sera prima aveva avuto un ulteriore alterco con la madre, irata per via del fatto che la sera prima la figlia fosse rincasata molto tardi, essendo rientrata da un viaggio in Ungheria con il padre. L'indomani, nonostante i tentativi della mamma di fare pace, il litigio non si era ricomposto.
Stando alle testimonianze, la bambina superò l'incrocio con Wagramer Straße e proseguì lungo la Rennbahnweg in direzione nord-ovest. All'incrocio Melangasse-Murrstraße, vicino all'Ingeborg-Bachmann-Park, svoltò a destra in direzione nord-est nella Melangasse. Giunta tra i numeri civici 26-30, a 300 metri dalla scuola elementare di Brioschiweg, vide un furgone bianco parcheggiato a bordo strada con accanto un uomo in piedi; Natascha raccontò di aver provato, nel vederlo, «una paura irrazionale» e di aver avuto «l’impulso di cambiare lato della strada», salvo poi non farlo. Mentre passava accanto all’uomo, che descrisse come «un hippy degli anni settanta», con occhi azzurri e capelli lunghi, questi la afferrò e la lanciò nel furgone. L'uomo era Wolfgang Přiklopil, elettrotecnico trentaseienne residente a Strasshof.
Una compagna di scuola che all'epoca aveva 12 anni riferì di aver assistito al rapimento e che a bordo del furgone vi fossero due uomini; fornì altresì una descrizione dell'automezzo. Nelle ore successive e grazie anche a un massiccio impiego di forze di polizia, molti possessori di quel tipo di veicolo vennero controllati. Tra essi c'era anche Přiklopil, che tra l'altro abitava a circa mezz'ora da casa della bambina; questi però fornì come alibi il fatto di essere impegnato nel trasporto di macerie derivate dalla costruzione della sua casa. Gli investigatori gli credettero e non fecero ulteriori controlli.

### La prigionia

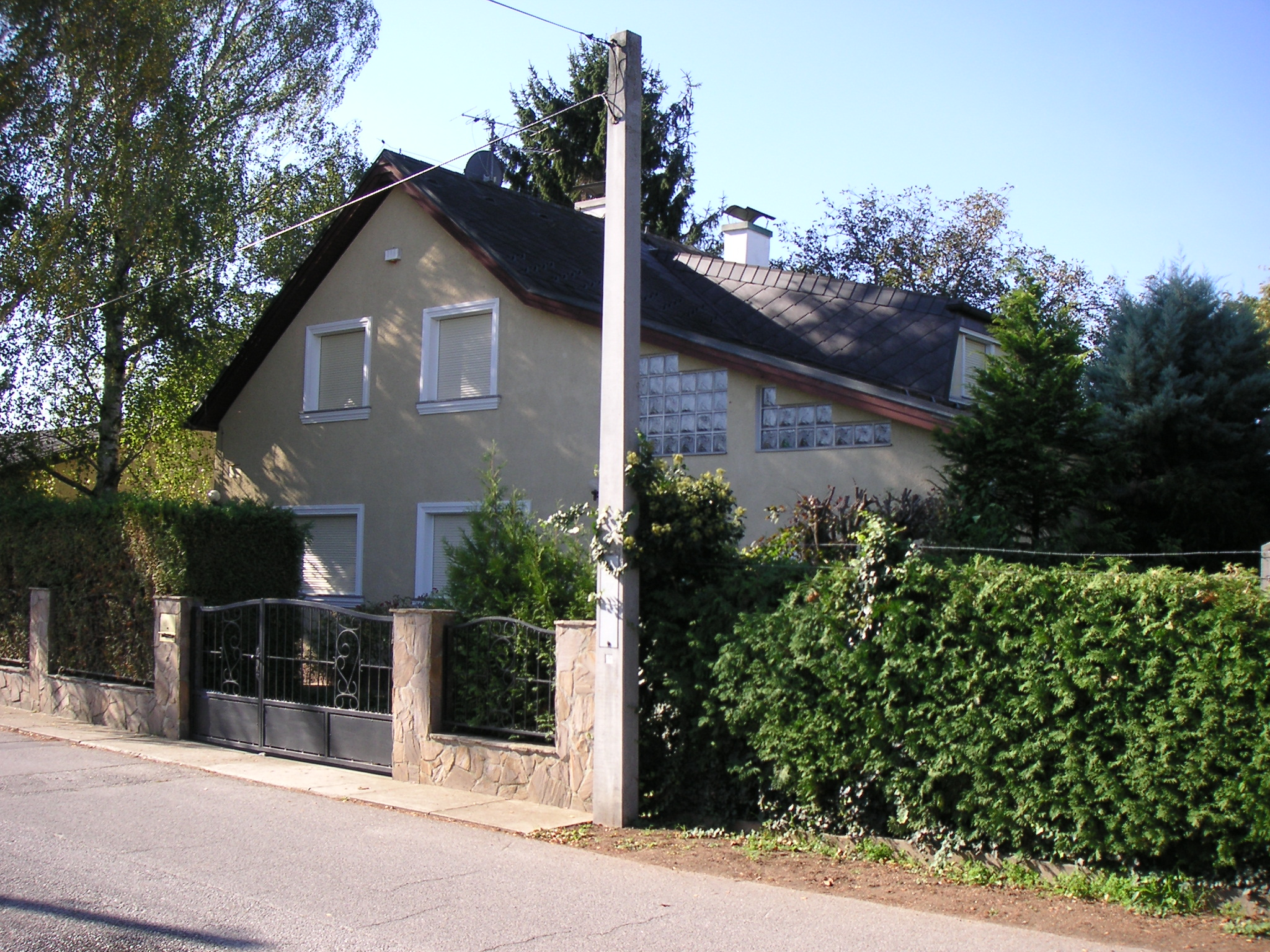
La casa di Wolfgang Přiklopil.

La Kampusch verrà tenuta segregata per i seguenti otto anni in una stanza ricavata sotto il garage della abitazione di Přiklopil, nella città di Strasshof, cittadina della Bassa Austria. Pochissimi metri quadri di spazio e sigillata con una porta di legno e una di cemento, la cui entrata era nascosta dietro un armadio.
In quegli otto anni di prigionia forzata, Přiklopil ridusse la ragazza a sua mera proprietà personale, spiandola con un sistema di interfoni e di telecamere ed ossessionandola di giorno e di notte per indurla all'obbedienza con privazioni di luce e di cibo, oppure rasandole i capelli a zero o anche obbligandola a stare seminuda o addirittura ammanettandola a sé durante quelle notti in cui la conduceva di sopra perché dormissero insieme. La ragazza, che poteva solo passare il tempo leggendo o ascoltando la radio, venne spesso anche picchiata.
Per i primi sei mesi della sua prigionia, fino al mese di settembre, Přiklopil non le permise mai di lasciare la sua cella e, solo in seguito, le fece trascorrere dei piccoli momenti nel resto della casa, riportandola però ogni sera a dormire nel sotterraneo. Solo dopo il suo diciottesimo compleanno, le concesse di uscire di casa, ma minacciandola di ucciderla se avesse fatto alcunché per tentare di fuggire.

### La fuga
Dopo quasi 8 anni e mezzo di prigionia, esattamente 3096 giorni, il 23 agosto del 2006 Natascha, approfittando di un momento di distrazione del suo carceriere, riuscì a fuggire dal giardino attraverso il cancello aperto. Přiklopil, che inizialmente aveva tentato di rincorrerla, vistosi oramai perduto e ricercato dalla polizia, chiese aiuto a un suo socio d'affari e si fece accompagnare alla vicina stazione ferroviaria a nord di Vienna, dove si suicidò buttandosi sotto un treno in corsa.

### Vicende successive
Nella primavera del 2010 la Kampusch conseguì il diploma per poi andare a stabilirsi in un appartamento a Vienna.
La popolarità acquisita dalla ragazza le permise di guadagnare ingenti somme di denaro in cambio di presenze sui media, soldi con cui la Kampusch creò una fondazione. Ebbe anche l'occasione di creare un suo profumo.

## Eco mediatica del caso Kampusch
Nel 2008, quando, sempre in Austria, venne alla luce il caso Fritzl (in cui un padre segregò sua figlia per ventiquattro anni nella cantina di casa propria, abusando sessualmente di lei), la storia di Natascha fu citata dai media per mettere in luce la somiglianza fra i due casi.
Il 9 settembre del 2010, uscì il suo primo libro: 3096 Tage (in lingua italiana 3096 giorni) in cui raccontava la storia della propria prigionia. L'opera ebbe grande successo: ne furono vendute più di 1.000.000 di copie e fu tradotta in circa 25 lingue. Dal libro fu tratto un film, 3096, diretto da Sherry Hormann e uscito nel 2013 nelle sale cinematografiche in Austria e Germania.